# 射影平面

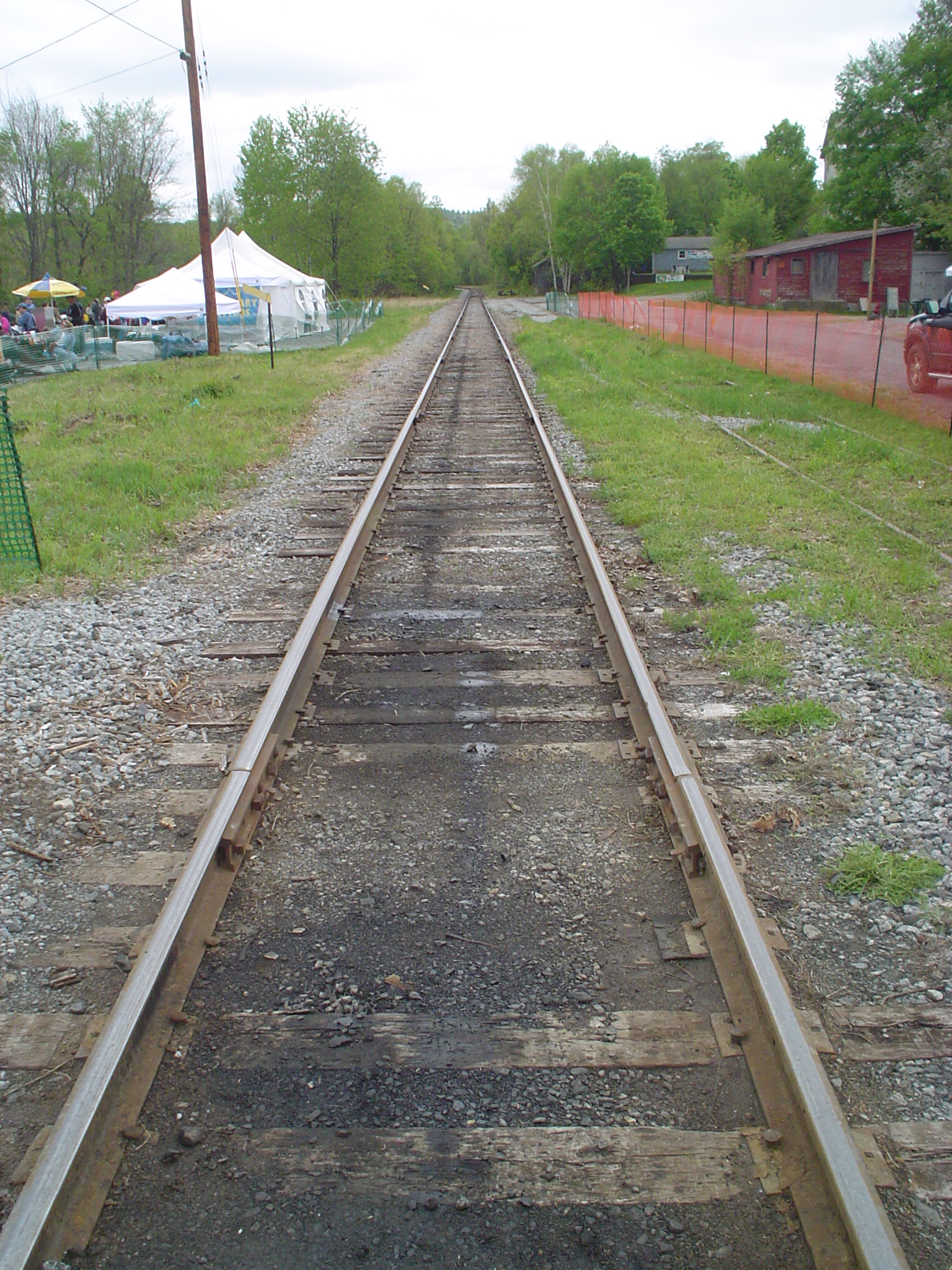
兩條平行線似乎相交於「無窮遠處」的消失點。在投影平面裡，這是真的。

在數學裡，投影平面（projective plane）是一個延伸平面概念的幾何結構。在普通的歐氏平面裡，兩條線通常會相交於一點，但有些線（即平行線）不會相交。投影平面可被認為是個具有額外的「無窮遠點」之一般平面，平行線會於該點相交。因此，在投影平面上的兩條線會相交於一個且僅一個點。
文藝復興時期的藝術家在發展透視投影的技術中，為此一數學課題奠定了基礎。投影平面的典型範例為實投影平面，亦稱為「擴展歐氏平面」。此一範例在代數幾何、拓撲學及投影幾何內都很重要，在各領域內的形式均略有不同，可標計為 PG(2, R)、RP2 或 P2(R) 等符號。還有許多其他的投影平面，包括無限（如複投影平面）與有限（如法諾平面）之類型。
投影平面是二維投影空間，但並不是所有投影平面都可以嵌入三維投影空間內。投影平面是否能嵌入三維投影空間取決於該平面是否為笛沙格平面。

## 定義
投影平面由一組線、一組點，以及一個點與線之間的重合關係所組成，並具有以下性質：
1. 給定任意兩個不同的點，恰有一條線會重合這兩個點。
2. 給定任意兩條不同的線，恰有一個點會重合這兩條線。
3. 存在四個點，使得沒有線可以重合兩個以上的這些點。

第二個條件意指不存在平行線。最後一個條件則排除了「退化」的情況（見下文）。「重合」一詞用來強調點與線之間關係的對稱性質。因此，使用「點 P 重合線 l」來替代「P 位於 l 上」或「l 通過 P」。

## 一些例子

### 擴展歐氏平面
將一般的歐氏平面變換成投影平面的步驟如下：
1. 將每組平行線附加上一個新的點。該點可被視為重合該組的每條線。不同組平行線會得到不同的點。這些點被稱為無窮遠點。
2. 增加一條線，讓該線視為重合所有（且只有）無窮遠點。該線被稱為無窮遠線。

該擴展結構即為投影平面，並被稱為「擴展歐氏平面」或「實投影平面」。上述用來得到投影平面之步驟稱之為「投影完備」或投影化（projectivization）。該平面亦可由將 R3 視為向量空間來建構（見下文）。

### 投影莫爾頓平面

莫爾頓平面。線右斜，且在跨過y軸時彎曲。

以一般的坐標表示，所有莫爾頓平面的點都是歐氏平面上的點。要從歐氏平面造出莫爾頓平面，有些線須被重新定義。亦即，部分點組成的集合將會改變，但其他的線則會維持不變。重新定義所有具負斜率的線，使這些線上的點在負x坐標（y軸左邊）時維持原來的點，但在正x坐標（y軸右邊）時以具相同的y軸截點但為兩倍斜率之線上的點取代之，看起來就像是個「彎曲」的線。
莫爾頓平面有平行線，且為仿射平面。該平面可被投影化，如同前面的例子一般，以獲得「投影莫爾頓平面」。笛沙格定理不論是在莫爾頓平面或投影莫爾頓平面上都不是個有效的定理。

### 有限的範例
此一範例只有13個點及13條線，點標記為 P1、…、P13，而線則標記為 m1、…、m13。其重合關係（哪個點在哪條線上）可由以下重合矩陣給出。該矩陣的行由點標記，列由線標記。在行 i 及列 j 上的值 1 意指點 Pi 位於線 mj 之上，而 0（此處為了便於閱讀而留白）則意指點與線沒有重合。該矩陣為霈橘-韋克斯勒範式（Paige-Wexler normal form）。
|     | m1 | m2 | m3 | m4 | m5 | m6 | m7 | m8 | m9 | m10 | m11 | m12 | m13 |
| --- | -- | -- | -- | -- | -- | -- | -- | -- | -- | --- | --- | --- | --- |
| P1  | 1  | 1  | 1  | 1  |    |    |    |    |    |     |     |     |     |
| P2  | 1  |    |    |    | 1  | 1  | 1  |    |    |     |     |     |     |
| P3  | 1  |    |    |    |    |    |    | 1  | 1  | 1   |     |     |     |
| P4  | 1  |    |    |    |    |    |    |    |    |     | 1   | 1   | 1   |
| P5  |    | 1  |    |    | 1  |    |    | 1  |    |     | 1   |     |     |
| P6  |    | 1  |    |    |    | 1  |    |    | 1  |     |     | 1   |     |
| P7  |    | 1  |    |    |    |    | 1  |    |    | 1   |     |     | 1   |
| P8  |    |    | 1  |    | 1  |    |    |    | 1  |     |     |     | 1   |
| P9  |    |    | 1  |    |    | 1  |    |    |    | 1   | 1   |     |     |
| P10 |    |    | 1  |    |    |    | 1  | 1  |    |     |     | 1   |     |
| P11 |    |    |    | 1  | 1  |    |    |    |    | 1   |     | 1   |     |
| P12 |    |    |    | 1  |    | 1  |    | 1  |    |     |     |     | 1   |
| P13 |    |    |    | 1  |    |    | 1  |    | 1  |     | 1   |     |     |
為證明此一範例符合投影平面的條件，可觀察每兩行都恰有一個共同的列出現 1（每對不同點會重合唯一條線），且每兩列都恰有一個共同的行出現 1 （每對不同線會重合唯一個點）。對許多的可能性，舉點 P1、P4、P5 及 P8 為例，都會滿足第3個條件。這個範例被稱之為「三階投影平面」。

## 向量空間建構
雖然擴展實平面上的無窮遠線似乎與該投影平面上的其他線有不同的性質，但實際並非如此。另一個建構相同投影平面的方法可顯示不存在任何一條線能與其他條線（在幾何意思上）相區分。在此一建構中，每個實投影平面上的「點」均為通過三維向量空間原點的一維子空間，而投影平面上的「線」則為通過三維空間原點的平面。此一概念可被廣義化，並更精確描述如下。
令 K 為任一除環，K3 為所有元素為 K 的三元組 x = (x0, x1, x2) 組成之集合。對 K3 內任一非零元素 x，K3 內包含 x 的最小子空間（可看作所有透過原點的線內之向量）為 K3 的子集
{\displaystyle \{kx:k\in K\}}
類似地，令 x 與 y 為 K3 內線性獨立的元素，意即 kx + ly = 0 蘊涵 k = l = 0。K3 內包含 x 與 y 的最小子空間（可看作所有通過原點的平面內之向量）為 K3 的子集
{\displaystyle \{kx+ly:k,l\in K\}}
該二維子空間包含許多通過原點的一維子空間，可透過固定 k 與 l 的數值，並取所得向量的倍數而獲得。所選擇之 k 與 l 的比例若相同，則會給出相同的線。
在 K 上的投影平面，標記為 PG(2,K) 或 KP2，由以 K3 內一維子空間作為該平面上之點而組成。PG(2,K) 內點的子集 L 是 PG(2,K) 內的一條線，若存在 K3內的二維子空間（由一維子空間組成之集合）恰好為 L。
對此一建構會產生投影平面的證明通常會留為線性代數的練習題。
此一建構的另一種（代數）觀點如下。此一投影平面的點等價於集合 K3 ∖ {(0, 0, 0)}  與以下等價關係的同餘
x ~ kx,  對所有在 K× 內的 k
投影平面上的線可精確定義如上。
PG(2,K) 內一點的坐標 (x0, x1, x2) 被稱為齊次坐標。每個三元組 (x0, x1, x2) 均表示 PG(2,K) 內被明確定義的點，除了三元組 (0, 0, 0) 沒有表示任何點外。須注意，每個在 PG(2,K) 內的點均可以被多個三元組所表示。
若 K 是一個拓撲空間，則 KP2，會繼承透過積、子空間與商空間形成的拓撲結構。

### 經典例子
實投影平面 RP2 為將 K 取為實數 R 時產生之投影平面。作為一封閉、不可定向的實二維流形，該平面常被當作拓撲學裡的一基本例子。
在此一建構中，考量 R3 內球心在原點的一單位球面。每個在此一建構內三維的線會與球面相交於一對對極點。因為三維的線表示 RP2 內的一點，所以可取該球面上的對極點，得到 RP2 的相同模型。RP2 內的線在對極點的建構之下，則為該球面上的大圓（三維的平面與球面的相交）。上述描述給出橢圓幾何的標準模型。
複投影平面 CP2 則為將 K 取為複數 C 時產生之投影平面。該平面是個封閉複二維流形，且因此是個封閉、不可定向的實四維流形。該平面與在其他體上的投影平面均被當作代數幾何內的基本例子。
四元投影平面亦被視為一獨立的有趣課題。

### 有限體平面
由韋德伯恩小定理可知，有限除環必定可交換，且為一個體。因此，此一建構的有限例子亦被稱為「體平面」。取 K 為一具 q = pn（其中 p 為質數）個元素的有限體，則會產生一個具 q2 + q + 1 個點的投影平面。該體平面通常標記為 PG(2,q)，其中 PG 表示投影幾何，「2」為其維度，而 q 則為該平面的「階」（為任一線上的點之數量減一）。下面所討論的法諾平面即標記為 PG(2,2)。「有限的範例」一節中所舉的例子為投影平面 PG(2,3)。

法諾平面。以小黑點表示點，以線段與圓圈表示線。

法諾平面是由具2個元素的體所產生的投影平面，為最小的投影平面，僅具7個點及7條線。在右圖中，以小黑點表示7個點，並以6個線段與1圓圈表示7條線。不過，亦可等價地將小黑點視為「線」，並將線段與圓圈視為「點」。這為投影平面內對偶性的一個例子：若線與點互換，其結果仍為投影平面（見下文）。7個點的置換會將共線點（於同一線上的點）換成共線點，這稱之為該平面的直射變換或對稱性。一幾何的直射變換會形成一個在置換下的群，而對法諾平面來說，該群 (PΓL(3,2) = PGL(3,2)) 有168個元素。

### 笛沙格定理與笛沙格平面
笛沙格定理在投影平面上是普遍有效的，若且唯若該平面可由如上述在除環上的三維向量空間所建構。此類平面稱之為「笛沙格平面」，因吉拉德·笛沙格而得名。實（或複）投影平面與上述的三階投影平面均為笛沙格投影平面的例子。無法依此方法建構的投影平面則稱為非笛沙格平面，而上面的莫爾頓平面即為一例。PG(2,K) 的標記法僅適用於笛沙格平面。

## 子平面
投影平面的子平面是指該平面上點的子集，使其可組成具相同重合關係的投影平面。
理查德·于貝爾·布魯克於1955年證明下列定理。令 Π 為 N 階有限投影平面，且具 M 階的純子平面 Π0，則 N = M2 或 N ≥ M2 + M。
當 N 為完全平方數時，{\displaystyle {\sqrt {N}}} 階的子平面稱之為「貝爾子平面」（Baer subplanes）。每個平面上的點均處於貝爾子平面的一條線上，且每條平面上的線均包含一個貝爾子平面上的點。
在有限笛沙格平面 PG(2,pn) 裡，其子平面的階為有限體 GF(pn) 子體的階，亦即為 pi，其中 i 為 n 的因數。而在非笛沙格平面上，布魯克定理可給出與子平面的階有關的唯一訊息。該定理中不等式仍不知其為等式時的條件為何。是否在 N 階子平面裡存在一個 M 階子平面，使得 M2 + M = N，這仍是個未解的問題。若此類子平面存在，則必為合數（非質數）階的投影平面。

### 法諾子平面
法諾子平面是指一個同構於 PG(2,2) 的子平面，該平面為唯一的二階投影平面。
若考慮法諾平面上的一個「四邊形」（4個點，沒有3點共線），這些點可決定平面上的6條線。其他3個點（稱為該四邊形的「對角點」）為這6條線相交於四邊形頂點外的其他點。第七條線則包含所有的對角點（通常繪成圓形或半圓形）。
將該子空間以「法諾」為名其實是一種誤稱。基諾·法諾（1871年-1952年），在發展一套新的歐氏幾何公理時，將任一四邊形的對角點絕不會共線作為其中的一個公理。這即是所謂的「法諾公理」。不過，法諾子平面其實違反了法諾公理，因此應該被稱為「非法諾子平面」，但這個名稱沒有獲得太多人的支持。
在有限笛沙格平面 PG(2,q) 裡，法諾子平面存在若且唯若 q 為偶數（亦即為2的次方）。此一條件在非笛沙格平面裡是不確定的。法諾子平面可能存在於任一6階以上的非笛沙格平面內，而事實上，在所有曾被找過的非笛沙格平面（無論是奇數或偶數階）內，均被發現含有法諾子平面。
一個未解的問題為：是否每個非笛沙格平面都含有法諾子平面？
與法諾子平面有關的一個定理為由格里森（Gleason）於1956年提出，為：
若在有限投影平面上的每個四邊形均有共線的對角點，則該平面為（偶數階的）笛沙格平面。

## 仿射平面
歐氏平面的投影化能產生實投影平面。相反的操作，從投影平面開始，移除一條線及所有與該線重合的點，可得到仿射平面。

### 定義
更形式化地說，仿射空間由一組線、一組點，及一個點與線間的重合關係，並具有下列性質：
1. 給定任意兩個不同的點，恰有一條線重合兩個點。
2. 給定任意直線 l 及任意不與 l 重合的點 P，恰有一條與 P 重合，且不與 l 相交的線。
3. 存在4個點，使得沒有線能重合兩個以上的這些點。

第2個條件指存在平行線，並被稱為普萊費爾公理。該條件內的「不相交」為「不存在重合兩條線的點」之簡寫。
歐氏平面與莫爾頓平面均為無限仿射平面的例子。有限投影平面在移除一條線或該線上的點後，會形成一個有限仿射平面。有限仿射平面的階為該平面上任一線的點之數量（其數值會與其由來之投影平面的階相同）。由投影平面 PG(2,q) 形成的仿射平面標記為 AG(2,q)。
存在 N 階投影平面，若且唯若存在 N 階仿射平面。當只有一個仿射平面為 N 階時，亦只會有一個投影平面為 N 階，但反之不一定正確。移除投影平面上不同的線所形成的仿射平面間會同構，若且唯若移除的線在投影平面直射變換群屬同一軌道。這些敘述在無限投影平面時亦成立。

### 從仿射平面建構投影平面
K 上的仿射平面 K2 可透過將仿射（非齊次）坐標映射至齊次坐標來嵌入 KP2，
{\displaystyle (x_{1},x_{2})\to (x_{1},x_{2},1).}
其像的互補為 (x1, x2, 0) 形式的點。從剛才所給的嵌入之觀點來看，這些點為無窮遠點，會構成 KP2 內的一條線，即該線由 K3 內的平面
{\displaystyle \{k(0,1,0)+l(1,0,0):k,l\in K\}}
所形成，稱之為無窮遠線。無窮遠點是平行為在建構擴展實平面時會增加的「額外」點；其中，點 (x1, x2, 0)即為所有斜率為 x2 / x1 的線會相交之點。例如，考慮兩條在仿射平面 K2 上的線
{\displaystyle u=\{(x,0):x\in K\}}
{\displaystyle y=\{(x,1):x\in K\}}
這兩條線的斜率均為0且不相交。可透過上述的嵌入將這兩條線視為 KP2 的子集，但這些子集並不是 KP2 的線，還需要在每個子集上加入點 (1, 0, 0)；亦即，讓
{\displaystyle {\bar {u}}=\{(x,0,1):x\in K\}\cup \{(1,0,0)\}}
{\displaystyle {\bar {y}}=\{(x,1,1):x\in K\}\cup \{(1,0,0)\}}
上面兩個集合才是 KP2 內的線。ū 由 K3 內的平面
{\displaystyle \{k(0,0,1)+l(1,0,0):k,l\in K\}}
所形成；而 ȳ 則由平面
{\displaystyle {k(0,1,1)+l(1,0,0):k,l\in K}}
所形成。投影線 ū 與 ȳ 相交於 (1, 0, 0)。事實上，所有在 K2 內斜率為 0 的線，當以上述方式投影化後，均會相交於 KP2 內的點 (1, 0, 0)。
當一仿射平面不具有 K 為除環之 K2 形式時，仍能被嵌入於一投影平面內，但上面所用之建構並無法生效。為執行此類嵌入的一個常用方法涉及擴展仿射坐標的集合，並需作用於更一般的「代數」內。

### 廣義坐標
可建構一個坐標「環」，稱之為平面三元環（不是真正的環），對應至任何一個投影平面。該平面三元環不必然是個體或除環，且有許多投影平面不是由除環所建構出的。那些不可由除環建構出來的投影平面稱之為非笛沙格平面，且是個活躍的研究領域。凱萊平面為八元數上的一投影平面，該平面即是其中之一，因為八元數無法形成一個除環。
相反地，給定一平面三元環 (R,T)，可建構出一投影平面（見下文）。其之間的關係不是一對一的。投影平面可以與數個非同構的平面三元環有關。三元運算子 T 可用來產業2個在集合 R 上的二元運算子，以如下方式：
a + b = T(a,1,b)，及
a • b = T(a,b,0)。
若 T(x,m,k) = x•m + k，則稱該三元運算子是「線性」的。當投影平面的坐標系確實形成一個環時，一個三元運算子可使用右邊的環運算來定義，以產生出一個平面三元環。
此一平面三元坐標環的代數性質可對應至該平面的幾何重合性質。例如，笛沙格定理對應至由除環中獲得的坐標環，而帕普斯定理則對應至由可交換體中獲得的該環。滿足帕普斯定理的投影平面一般稱為「帕普斯平面」。此外，八元數等不一定具結合律的可除代數對應至穆方平面。
在有限投影平面上，笛沙格定理蘊涵著帕普斯定理此一純幾何敘述目前所得的唯一證明是透過代數的途徑。使用韋德伯恩小定理可知道有限除環必定是可交換的。（其相反於任一投影平面上均為真，且可以幾何方式證明，但在此敘述中，有限是重要的，因為存在不符合帕普斯定理的無限笛沙格平面。）
使用非齊次坐標與平面三元環描述 N(≥ 2) 階有限投影平面如下：
令一點標記為 (∞)。
標記 N 個點為 (r)，其中 r = 0, ..., (N − 1)。
標記 N2 個點為 (r, c)，其中 r, c = 0, ..., (N − 1)。
在這些點上，建構下列的線：
一條線 [∞] = { (∞), (0), ..., (N ? 1)}
N 條線 [c] = {(∞), (c,0), ..., (c, N − 1)}，其中 c = 0, ..., (N − 1)
N2 條線 [r, c] = {(r) 與點 (x, T(x,r,c) }，其中 x, r, c = 0, ..., (N − 1) 且 T 為平面三元環的三元運算子。
舉 N=2 為例，可使用符號 {0,1} 表示2階的有限體。三元運算子定義為 T(x,m,k) = xm + k，其右邊的乘法與加法產生的結果如下：
一條線 [∞] = { (∞), (0), (1)}，
2條線 [c] = {(∞), (c,0), (c,1) : c = 0, 1}，
[0] = {(∞), (0,0), (0,1) }
[1] = {(∞), (1,0), (1,1) }
4條線 [r, c]: {(r) 與點 (i,ir + c)}，其中 i = 0, 1 : r, c = 0, 1。
[0,0]: {(0), (0,0), (1,0) }
[0,1]: {(0), (0,1), (1,1) }
[1,0]: {(1), (0,0), (1,1) }
[1,1]: {(1), (0,1), (1,0) }

## 退化平面
退化平面不符合投影平面定義的第三個條件。退化平面在結構上不夠雜複到足以有趣，但不時會作為一般論述的特例出現。共有7個退化平面（(Albert & Sandler 1968)）如下：
1. 空集合;
2. 一個點，沒有線；
3. 一條線，沒有點；
4. 一個點，一組線，該點重合所有的線；
5. 一條線，一組點，該線重合所有的點；
6. 點 P 重合線 m，任意（亦可能沒有）條線均與 P 重合，且任意個點均與 m 重合；
7. 點 P 不重合線 m，任意（亦可能沒有）條線均與 P 重合，且任意個點均與 m 重合。

這7種情形並不是完全獨立的，第4種與第5種情形可視為第6種情形之特例，第2種與第3種情形則可分別視為第4種與第5種情形之特例。第7種情形可因此被分成兩類退化平面如下（下述表示為有限退化平面之情況，但亦可自然地擴展至無限多）：
1) 對任意多點 P1, ..., Pn，及線 L1, ..., Lm，
L1 = { P1, P2, ..., Pn}
L2 = { P1 }
L3 = { P1 }
...
Lm = { P1 }
2) 對任意多點 P1, ..., Pn，及線 L1, ..., Ln（點與線的數量一樣），
L1 = { P2, P3, ..., Pn }
L2 = { P1, P2 }
L3 = { P1, P3 }
...
Ln = { P1, Pn }

## 直射變換
投影平面的直射變換是指該平面映射至該平面，使點映射至點，線映射至線，而會保留重合關係的的一對射；亦即，若 σ 為此一對射，且點 P 在線 m 上，則 Pσ 在 mσ 上。
若 σ 是一投影平面的直射變換，點 P 若 P = Pσ，則稱 P 為 σ 的不動點；線 m 若 m = mσ，則稱 m 為 σ 的不動線。不動線上的點不一定為不動點，只是這些點在 σ 下的映射值會侷限於該線之上。一個直射變換的所有不動點與不動線會形成一個封閉結構，這些點與線組成的系統會符合投影平面定義的第一個與第二個條件，但不一定符合第三個條件。因此，任何一個直射變換的不動點與不動線結構會形成一個投影平面，亦或是一個退化平面。其不動結構會形成一個投影平面的直射變換，稱之為平面直射變換。

### 單應性
PG(2,K) 的單應性（或投影變換）是指該類投影平面的直射變換，使其為對應之向量空間的線性變換。使用齊次坐標，投影變換可表示成在 K 上可逆 3 × 3 矩陣，使得 y = M xT，其中 x 與 y 為 K3 上的點，且 M 為在 K 上可逆 3 × 3 矩陣。若兩個矩陣間，一個矩陣可透過乘上一常數純量變換成另一矩陣，則這兩個矩陣表示同一投影變換。因此，投影變換所組成的群是一般線性群除以純量矩陣的商群，稱之為投影線性群。
PG(2,K) 的另一種直射變換可由 K 的自同構導出，稱之為自同構直射變換。若 α 為 K 的自同構，則其直射變換由 (x0,x1,x2) → (x0α,x1α,x2α) 給定者，即為一自同構直射變換。投影幾何基本定理表示，所有 PG(2,K) 的直射變換均為投影變換或自同構直射變換。自同構直射變換為平面直射變換。

## 平面對偶
投影平面被公理化地定義為一重合結構，有一組點 P、一組線 L，以及決定何點會位於何線上的重合關係 I。當 P 與 L 均僅為集合，兩者間的角色可以互換，並定義出一個平面對偶結構。
透過交換「點」與「線」的角色，
C=(P,L,I)
可得到對偶結構
C* =(L,P,I*),
其中，I* 為 I 的反關係。
在投影平面裡，包含點、線與其之間重合關係的陳述，若是由另一陳述互換「點」與「線」，並作些必要的文法上之調整而得，則稱之為該陳述的平面對偶陳述。「兩個點會位於唯一條線上」的平面對偶陳述為「兩條線會相交於唯一點上」。
若一陳述於投影平面 C 為真，則該陳述的平面對偶亦必須在對偶平面 C* 上為真。因此，「在C上」證明內的每個陳述均可對偶成在「C*上」證明內的每個陳述。
在投影平面 C 內，可證明存在4條線，其中任意3條線都不會共點。對偶此一定理與投影平面定義的前兩個公理，可證明平面對偶結構 C* 亦為一投影平面，稱之為 C 的對偶平面。
若 C 與 C* 同構，則稱 C 為自對偶。任一除環 K 上的投影平面 PG(2,K) 均為自對偶。不過，非笛沙格平面有些不是自對偶（如霍爾平面），有些則是（如休斯平面）。
平面對偶原則表示，對偶任一在自對偶投影平面 C 上的定理，會產生另一個在 C 上一樣有效的定理。

## 關聯
對偶變換為從投影平面 C = (P, L, I) 至其對偶平面 C* = (L, P, I*) ，並保留其重合關係的一映射。亦即，對偶變換 σ 會將點映射至線，線映射至點 (Pσ = L and Lσ = P) ，使得若一點 Q 位於一線 m 上（標記為 Q I m），則 Qσ I* mσ ⇔ mσ I Qσ。一對偶變換若為一同構，則稱之為關聯。若關聯存在，則該投影平面 C 為自對偶。
在除環 K 上的投影平面 PG(2,K) 裡，對偶亦可稱為互反（reciprocity）。此類平面均為自對偶。依據投影幾何基本定理，互反由 K 的一個自同構函數與一個直射變換所組成。若互反的自同構為恆等函數，則該互反亦稱為投影關聯。
兩階關聯（對合）亦稱為對極（polarity）。若一關聯 φ 不是對極，則 φ2 為一非平凡直射變換。

## 有限投影平面
可證明一個投影平面會有相同數量的點與線（有限或無限）。因此，對每個有限投影平面而言，總存在一個整數 N ≥ 2，使得該平面有
N2 + N + 1 個點，
N2 + N + 1 條線，
每條線上有 N + 1 個點，且
每個點會有 N + 1 條線。
該整數 N 即稱為該投影平面的階。（另見有限幾何的條目。）
利用有限體的向量空間建構，可知存在一個為 N = pn 階的投影平面，其中 pn 為任一質數冪次。實際上，現在所有已知的有限投影平面，其階均為質數冪次。
是否存在其他階的有限投影平面仍是個未解的問題。唯一一個已知在階上的限制為Bruck–Ryser–Chowla定理，描述若階 N 同餘於1或2模4，則必為兩個完全平方數之和。這排除了 N = 6。下一個 N = 10 的例子也已透過大量的電腦運算排除。剩下的什麼都還不知道；尤其是，是否存在一個12階的有限投影平面仍然未決。
另一個存在已久的未決問題為，是否存在一個「質數」階有限投影平面不是有限體平面（等價地說，是否存在一個質數階的非笛沙格投影平面）。
N階投影平面均為斯坦納系統 S(2, N + 1, N2 + N + 1)。相反地，亦可證明所有具(λ = 2)形式的斯坦納系統均為投影平面。
N階相互正交拉丁方陣的數量至多為 N − 1，且等式存在若且唯若存在一個 N 階投影平面。
所有投影平面的分類仍遠未完成，但已知部分小階的結果如下：
- 2：均同構於 PG(2,2)
- 3：均同構於 PG(2,3)
- 4：均同構於 PG(2,4)
- 5：均同構於 PG(2,5)
- 6：不可能作為投影平面的階，由加斯頓·泰利所證明，他亦證明了歐拉的36軍官問題無解。
- 7：均同構於 PG(2,7)
- 8：均同構於 PG(2,8)
- 9：PG(2,9)，及三個不同（非同構）非笛沙格平面[11]。
- 10：不可能作為投影平面的階，由大量的電腦運算證明[12]。
- 11：至少有 PG(2,11)，其他仍不知道，但有可能。
- 12：推測不可能作為投影平面的階。

## 高維投影空間內的投影平面
投影平面可被視為「幾何」維度為2的投影幾何。高維投影幾何可透過類比於投影平面定義內的重合關係來定義。這些高維投影幾何比投影平面更容易「駕馭」，因為有額外的自由度讓笛沙格定理於高維幾何內可被幾何地證明。這意指，與該幾何相關之坐標「環」必定為除環 K，且投影幾何會同構於由向量空間 Kd+1 建構而成的幾何，即 PG(d,K)。如同前述所給之建構一般，d 維投影空間 PG(d,K) 的點為 Kd + 1 內通過原點的線，且 PG(d,K) 內的線會對應至 Kd + 1 內通過原點的平面。實際上，每個 PG(d,K) 內的 i 維物件（其中 i < d）均可對應至 Kd + 1 維向量空間內通過原點的 (i+1) 維向量子空間。投影空間可依序廣義化為格拉斯曼空間。
可證明，若笛沙格定理於維度大於2的投影空間內成立，則也必然於所有包含於該空間的平面內成立。因為存在不符合笛沙格定理的投影平面（非笛沙格平面），這些平面無法內嵌至高維投影空間內。只有由向量空間建構的平面 PG(2,K) 可出現於高維投影空間內。一些數學原則只在此類投影平面內有效，因此有些關於投影空間的陳述於幾何維度為2時，總是必須提及其例外。

## 另見
- 區組設計
- 組合設計
- 重合結構
- 投影幾何
- 实射影平面
- 非笛沙格平面
- 切触结构

## 注記
1. ↑  在更形式的定義中，會指出「點、線及重合關係」為基礎概念（未定義名詞）。此一形式的觀點在瞭解投影平面內對偶性這個概念時是很必要的。
2. 1 2  Baez (2002).
3. ↑  例如，實投影平面在Bredon於1993年出版的書中目錄裡即出現過37次。
4. ↑  例如，體上的投影平面在Shafarevich於1194年出版的書中每一章都有提到。
5. ↑  大衛·希爾伯特證明了該陳述較難的「唯若」部分。
6. ↑  (Bruck 1955)
7. ↑  幾何學家較喜歡以冪次的符號標記映射，所以Pσ比σ(P)較為常見。
8. ↑  點被視為行向量，所以在此式中的矩陣乘法時，須將點 x 寫成列向量。
9. ↑  (Dembowski 1968)  pg.151.
10. ↑  (Casse 2006) pg.94.
11. ↑  (Room & Kirkpatrick 1971)
12. ↑  (Lam 1991)
13. ↑  在幾何與代數（向量空間）裡，有不同的「維度」概念。在幾何裡，線為一維、平面為二維，立方體為三維等等。不過在向量空間裡，維度為基本向量的數量。當幾何由向量空間建構出來時，這兩個維度的概念會導致混淆，因此通常稱幾何的概念為「幾何」或「投影」維度，其他的為「代數」或「向量空間」維度。在投影空間裡，這兩個概念在數量上的關連為：代數維度 = 幾何維度 + 1。
14. ↑  「有人也許會說，今日研究的投影幾何可分成兩個極為獨立的領域，這也不無理由。一方面，研究幾何基礎的學者傾向將笛沙格空間視為已完全知悉。因為唯一可能為非笛沙格空間的一定是個平面，所以只需專注研究投影平面的理論，尤其是非笛沙格平面。另一方面，其他學者（尤其是代數幾何學家）不希望侷限在二維空間，且不想讓非笛沙格平面作為其定理裡的例外。對於後者，不存在笛沙格空間以外的投影空間。」(Bruck & Bose 1964，Introduction)

## 外部連結
- G. Eric Moorhouse, Projective Planes of Small Order, (2003)
- Ch. Weibel: Survey of Nondesarguesian planes  （页面存档备份，存于）
- 埃里克·韦斯坦因. . MathWorld.